# Краль, Йозеф
Йозеф Краль (чеш. Josef Král; 18 декабря 1853 — 19 сентября 1917) — чешский филолог.
Профессор классической литературы в Карловом университете в Праге, в 1909 году президент университета. Ему принадлежат образцовые переводы на чешский из Еврипида, Софокла, Плавта, Кальдерона и обширная работа «Греческая и римская ритмика и метрика» (чеш. Řecká a římská rhytmika a metrika, 1890). В 1886—1905 годах редактировал журнал «Listy filologické».